# Долинківська сільська рада
Доли́нківська сільська́ ра́да — адміністративно-територіальна одиниця та орган місцевого самоврядування в Монастирищенському районі Черкаської області. Адміністративний центр — село Долинка.

## Загальні відомості
- Населення ради: 680 осіб (станом на 2001 рік)

## Населені пункти
Сільській раді були підпорядковані населені пункти:
- с. Долинка

## Склад ради
Рада складалася з 12 депутатів та голови.
- Голова ради: Сивачук Галина Федорівна
- Секретар ради: Горопацька Світлана Андріївна

### Керівний склад попередніх скликань
| Прізвище, ім'я, по батькові | Основні відомості                                                         | Дата обрання | Дата звільнення |
| --------------------------- | ------------------------------------------------------------------------- | ------------ | --------------- |
| Сивачук Галина Федорівна    | Сільський голова, 1960 року народження, освіта вища, позапартійна         | 26.03.2006   | 31.10.2010      |
| Сивачук Галина Федорівна    | Сільський голова, 1960 року народження, освіта вища, член Партії регіонів | 31.10.2010   |                 |

Примітка: таблиця складена за даними сайту Верховної Ради України

### Депутати
За результатами місцевих виборів 2010 року депутатами ради стали:

#### За суб'єктами висування
| Суб'єкт висування | Кількість обраних депутатів | %    |
| ----------------- | --------------------------- | ---- |
| Партія регіонів   | 10                          | 83,3 |
| Самовисування     | 2                           | 16,7 |

#### За округами
| № округу        | Прізвище, ім'я, по батькові       | Дата визнання обраним | Освіта             | Партійна приналежність | Відомості про обраного депутата |
| --------------- | --------------------------------- | --------------------- | ------------------ | ---------------------- | ------------------------------- |
| Партія регіонів |                                   |                       |                    |                        |                                 |
| 1               | Клешич Григорій Андрійович        | 01.11.2010            | вища               | член Партії регіонів   | РАЙС «Максимко», робочий        |
| 2               | Величко Анатолій Купріянович      | 01.11.2010            | середня спеціальна | член Партії регіонів   | ТОВ «Долинка-агро», робочий     |
| 3               | Коломієць Олександр Володимирович | 01.11.2010            | вища               | член Партії регіонів   | Школа, вчитель                  |
| 4               | Луценко Олена Василівна           | 01.11.2010            | середня            | член Партії регіонів   | ТОВ «Долинка-агро», робочий     |
| 5               | Майстренко Віктор Іванович        | 01.11.2010            | середня            | член Партії регіонів   | ТОВ «Долинка-агро», робочий     |
| 8               | Шковира Петро Павлович            | 01.11.2010            | вища               | член Партії регіонів   | тимчасово не працює             |
| 9               | Прилуцький Віктор Олександрович   | 01.11.2010            | середня спеціальна | член Партії регіонів   | ТОВ «Долинка-агро», агроном     |
| 10              | Федоришин Володимир Іванович      | 01.11.2010            | середня            | член Партії регіонів   | тимчасово не працює             |
| 11              | Романюк Віктор Васильович         | 01.11.2010            | середня            | член Партії регіонів   | ТОВ «Долинка-агро», робочий     |
| 12              | Бондар Олег Павлович              | 01.11.2010            | середня            | член Партії регіонів   | ТОВ «Долинка-агро», робочий     |
| Самовисування   |                                   |                       |                    |                        |                                 |
| 6               | Коваль Інна Вікторівна            | 01.11.2010            | вища               | позапартійна           | Школа, вчитель                  |
| 7               | Горопацька Світлана Андріївна     | 01.11.2010            | середня спеціальна | позапартійна           | Сільська рада, секретар         |